# 窄叶锦香草
窄叶锦香草（学名：Phyllagathis stenophylla），为野牡丹科锦香草属下的一个种。其种加词“Stenophylla”意为“窄叶的”。